# Daniel Plummer
Pour les articles homonymes, voir Plummer.
Daniel Plummer, né le 2 janvier 1957 à Bastogne en Belgique, est un coureur cycliste belge, professionnel de 1980 à 1982.

## Palmarès
- 1975
  - 2e du Grand Prix Général Patton
- 1979
  - Flèche ardennaise

## Résultats sur les grands tours

### Tour de France
1 participation
- 1980 : 27e

### Tour d'Espagne
1 participation
- 1982 : abandon